# Caccobius hirsutus
Caccobius hirsutus là một loài bọ cánh cứng trong họ Bọ hung (Scarabaeidae).